# Alaudala somalica
Calandrella somalica е вид птица от семейство Чучулигови (Alaudidae).

## Разпространение
Видът е разпространен в Етиопия, Кения, Сомалия и Танзания.